# Chiloglanis swierstrai
The lowveld suckermouth, Chiloglanis swierstrai, là một loài cá thuộc họ Mochokidae. Nó được tìm thấy ở Mozambique, Nam Phi, Eswatini, and Zimbabwe.